# Priit Tomson
Priit Tomson (* 3. November 1942 in Tallinn) ist ein ehemaliger sowjetischer Basketballspieler estnischer Herkunft. Er war 1968 olympischer Medaillengewinner.

## Sportliche Leistung
Priit Tomson war für Kalev Tartu aktiv. Von 1966 bis 1974 gehörte er der Basketballnationalmannschaft der UdSSR an und gewann bei den Olympischen Sommerspielen 1968 in Mexiko-Stadt mit seinem Team die Bronzemedaille. 1967 und 1974 wurde Tomson Weltmeister, 1967, 1969 und 1971 Europameister und 1970 Sieger bei der Universiade.